# La dresseuse sans étoiles parcourt le monde
La dresseuse sans étoiles parcourt le monde (最弱テイマーはゴミ拾いの旅を始めました。, Saijaku Teimā wa Gomihiroi no Tabi o Hajimemashita) ou  La dresseuse sans étoiles parcourt le monde (pour récolter des déchets)   est une série de light novel japonaise écrite par Honobonoru500 et illustrée par Nama. Publiée à l'origine depuis 2018 sur le site de publication Shōsetsuka ni narō. Elle est acquise par TO Books (ja) qui la publie en série de volumes depuis 2019 en tant que série de light novel.
L'œuvre est adaptée en une série manga supervisée par Honobonoru500 et dessinée par Tou Fukino, prépubliée sous le titre original dans le Comic Corona à partir de février 2020 et publiée en volumes reliés par l'éditeur TO Books (ja). La version française est éditée par Meian à partir de mars 2023.
Un anime produit par Studio Massket est diffusé à la télévision japonaise de janvier à mars 2024, et distribué dans les pays francophones par Crunchyroll sous son titre anglais The Weakest Tamer Began a Journey to Pick Up Trash (litt. « La dompteuse la plus faible a commencé un voyage pour ramasser les déchets »).

## Synopsis
Ivy est une fille qui renaît dans un autre monde, où les gens possèdent de multiples compétences et sont classés par étoiles. Cependant, elle naît avec une seule compétence, celle du métier de dresseuse mais au niveau le plus bas : sans étoiles. Elle se retrouve détestée par sa famille et se retrouve forcée à fuir de chez elle. Elle décide de vivre dans la forêt ; cependant, la diseuse de bonne aventure du village décide de l'aider en l'éduquant. Après le décès de la diseuse de bonne aventure des années plus tard, Ivy quitte la zone. En chemin, elle trouve un slime faible et mourant ; elle l'apprivoise et donne un nom à son tout premier familier Sora. Son aventure débute...

## Personnages
Ivy (アイビー, Aibī)
Voix japonaise : Aina Suzuki (Drama CD, anime), voix française : Lauryanne Philippe
De son vrai nom Fémicia, elle est née avec la compétence de dresseuse, mais sans aucune étoile (ce qui signifie que son niveau de magie est très bas), ce qui est considéré comme un présage de malheur dans son village natal. Pour fuir les assassins lancés à sa poursuite par le chef du village, elle se fait passer pour un garçon, Ivy, et survit de chasse et en fouillant des dépôts d'ordures. Sur les conseils de la diseuse de bonne aventure qui l'a éduquée, elle voyage vers la capitale. Elle est très prudente et, en raison du traumatisme de son rejet, elle met longtemps avant d'accorder sa confiance aux autres. 
Ivy a conservé des souvenirs de sa vie antérieure. Mais sa personnalité actuelle reste distincte de celle d'avant, laquelle se comporte comme un ange gardien qui lui prodigue des conseils. On ne sait pas grand chose de cette ancienne vie sinon qu'elle vivait dans le japon contemporain.  
Sora (ソラ)
Voix japonaise : Mutsumi Tamura (Drama CD, anime), voix française : Olivia Masseron
Sora est un slime d'une espèce très faible, qui dans la nature ne vit qu'une journée. Recueilli et apprivoisé par Ivy, il parvient à passer le cap fatidique. Plus tard, il développe la compétence de soin après s'être nourri de potions périmées trouvées dans les décharges. Il est également capable de sentir les mauvaises intentions.  
Ciel (シエル, Shieru)
Voix japonaise : Anna Mugiho (ja)
Ciel est un adandala - un félin géant dont le rugissement peut assommer ses proies - sauvé et soigné par Sora et qui devient le deuxième familier d'Ivy. Contrairement à Sora, Ivy n'a pas contracté avec lui par manque de mana et il la suit de son plein gré. Il semble qu'il ait été rejeté par ses parents parce que trop faible.  
Luba (ルーバ, Rūba)
Voix japonaise : Fumi Hirano, voix française : Marion Valantine
Dame Luba était la diseuse de bonne aventure du village de Latomi. Elle gagnait sa vie en prédisant les évènements climatiques. Contrairement aux autres villageois, superstitieux, elle ne s'est pas détournée de Fémicia après avoir appris qu'elle n'avait aucune étoile et l'a aidée, notamment en lui donnant un sac magique d'une contenance presque infinie. Elle avait aussi compris qu'elle se souvenait de sa vie antérieure et lui avait conseillé de n'en parler à personne. Après sa mort, le chef du village accuse Fémicia pour faire oublier sa propre responsabilité (il lui a refusé l'accès aux médicaments qui auraient pu la soigner) et lance contre elle des aventuriers pour la mettre à mort.
Oguto (オグト)
Voix japonaise : Kenta Miyake, voix française : Laurent Blanpain
Capitaine de la garde du village de Latomet, où Ivy fait escale. Il est énergique et bienveillant, sauf pour les personnes mal intentionnées.
Vélivéra (ヴェリヴェラ)
Voix japonaise : Kōsuke Toriumi
Vice-capitaine de la garde du village de Latomet. Il est parfois exaspéré par les excès de son capitaine. 
Seizerk (セイゼルク, Seizeruku)
Voix japonaise : Masaki Terasoma (ja)
Chef du groupe d'aventuriers « La Lame de Feu » qui a sauvé Ivy d'une attaque d'ogres. 
Rattloore (ラットルア, Rattorua)
Voix japonaise : Taku Yashiro (ja)
Un aventurier du groupe « La Lame de Feu » qui a une compétence de feu avec trois étoiles mais une certaine maladresse et un peu de naïveté. Il est un horrible cuisinier et ses compagnons disent qu'il veut les empoisonner. Il se rapproche beaucoup d'Ivy.  
Bolorda (ボロルダ, Bororuda)
Voix japonaise : Tomokazu Sugita
Capitaine du groupe d'aventuriers " Le Roi de la Foudre ", qui collabore avec " La Lame de Feu ". 
Rickbert (リックベルト, Rikkuberuto)
Voix japonaise : Hiroki Yasumoto
Un aventurier du groupe « Le Roi de la Foudre » qui aime tout ce qui est mignon. Il apprécie beaucoup Sora, lequel n'aime pas trop ses démonstrations d'affection un peu rudes. 
Mira (ミーラ, Mīra)
Voix japonaise : Marina Inoue, voix française : Sophie Ouaknine
Une aventurière amie de Rattloore qui appartient au groupe « Verte Brise ». Son groupe est impliqué dans des affaires criminelles. 
Tort (トルト, Toruto) et Marm (マルマ, Maruma)
Voix japonaise : Shun'ichi Toki (ja)
Les jumeaux aînés de Mira qui forment le groupe " Verte Brise ".

## Light novel
La série scénarisée par Honobonoru500, est publiée à l'origine depuis le 9 août 2018  sur le site de publication Shōsetsuka ni narō. Par la suite, elle est acquise par TO Books (ja) qui publie de nouveau la série avec les illustrations de Nama en format papier depuis le 9 novembre 2019. Depuis le 20 juin 2025, 13 volumes sont publiés.

### Liste des volumes
| no | Japonais         | Japonais          |
| no | Date de sortie   | ISBN              |
| -- | ---------------- | ----------------- |
| 1  | 9 novembre 2019  | 978-4-86-472876-8 |
| 2  | 10 avril 2020    | 978-4-86-472956-7 |
| 3  | 10 octobre 2020  | 978-4-86-699058-3 |
| 4  | 20 avril 2021    | 978-4-86-699199-3 |
| 5  | 20 août 2021     | 978-4-86-699305-8 |
| 6  | 19 février 2022  | 978-4-86-699455-0 |
| 7  | 20 juin 2022     | 978-4-86-699549-6 |
| 8  | 19 novembre 2022 | 978-4-86-699633-2 |
| 9  | 10 juin 2023     | 978-4-86-699857-2 |
| 10 | 15 janvier 2024  | 978-4-86-794043-3 |
| 11 | 15 février 2024  | 978-4-86-794077-8 |
| 11 | 15 février 2024  | 978-4-86-794077-8 |
| 11 | 15 février 2024  | 978-4-86-794077-8 |
| 12 | 20 juillet 2024  | 978-4-86794-258-1 |
| 13 | 15 janvier 2025  | 978-4-8679-4423-3 |
| 14 | 20 juin 2025     | 978-4-86794-601-5 |

## Manga
Une adaptation en manga, illustrée par Tou Fukino, est publiée dans le site web Comic Corona de TO Books (ja) depuis le 10 février 2020,. Un premier volume en format tankōbon est sorti le 15 juillet 2020; 7 volumes sont sortis depuis le 15 janvier 2025.
En France, le 11 janvier 2023, les éditions Meian annoncent la publication francophone de la série avec un premier volume le 14 mars 2023.

### Liste des volumes
| no | Japonais         | Japonais          | Français        | Français          |
| no | Date de sortie   | ISBN              | Date de sortie  | ISBN              |
| -- | ---------------- | ----------------- | --------------- | ----------------- |
| 1  | 15 juillet 2020  | 978-4-86-699019-4 | 14 mars 2023    | 978-2-38-275342-2 |
| 2  | 15 avril 2021    | 978-4-86-699197-9 | 11 avril 2023   | 978-2-38-275343-9 |
| 3  | 15 février 2022  | 978-4-86-699450-5 | 25 juillet 2023 | 978-2-38-275344-6 |
| 4  | 15 novembre 2022 | 978-4-86-699635-6 | 28 mai 2024     | 978-2-38-275345-3 |
| 5  | 15 juin 2023     | 978-4-86-699862-6 | 24 août 2024    | 978-2-38-275346-0 |
| 6  | 15 février 2024  | 978-4-86-794074-7 |                 |                   |
| 7  | 15 janvier 2025  | 978-4-86-794413-4 |                 |                   |

## Anime
Une adaptation en anime est annoncée le 11 novembre 2022,. La série est animée par le studio Studio Massket et réalisée par Naoki Horiuchi et Shigeyasu Yamauchi comme réalisateur en chef et Katsuhiko Takayama en tant que scénariste. Feng Cheng Hu et Yuki Ikeda s'occupent du design des personnages et Kujira Yumemi compose la musique de la série. La série est diffusée du 12 janvier au 29 mars 2024 sur la chaîne japonaise Tokyo MX et d'autres chaînes japonaises. Pour les pays francophones, la série est diffusée en simulcast et en simuldub sur la plateforme Crunchyroll.
Aina Suzuki, en plus de donner sa voix au personnage principal, interprète le générique de début intitulé Hate no Nai Tabi (果てのない旅). Tei interprète le générique de fin, intitulé because.

### Liste des épisodes
| No | Titre français                            | Titre japonais | Titre japonais           | Date de 1re diffusion |
| No | Titre français                            | Kanji          | Rōmaji                   | Date de 1re diffusion |
| -- | ----------------------------------------- | -------------- | ------------------------ | --------------------- |
| 1  | Vers un périple solitaire                 | ひとりの旅へ   | Hitori no tabi e         | 12 janvier 2024       |
| 2  | En route pour Latoto                      | ラトト村へ     | Ratoto mura e            | 19 janvier 2024       |
| 3  | Vers le jour de la réminiscence           | 追憶の日へ     | Tsuioku no hi e          | 26 janvier 2024       |
| 4  | Un développement inattendu                | 思わぬ事態へ   | Omowanu jitai e          | 2 février 2024        |
| 5  | En route pour Latomet                     | ラトメ村へ     | Ratome mura e            | 9 février 2024        |
| 6  | Au-delà des émotions                      | 想い彼方へ     | Omoi kanata e            | 16 février 2024       |
| 7  | En route pour l'aventure                  | 冒険の道へ     | Bōken no michi e         | 23 février 2024       |
| 8  | Vers la ville dangereuse                  | 危険な町へ     | Kiken'na machi e         | 1er mars 2024         |
| 9  | Vers la confrontation avec l’organisation | 組織との対決へ | Soshiki to no taiketsu e | 8 mars 2024           |
| 10 | Au cœur de l'affaire                      | 事件の渦中へ   | Jiken no kachū e         | 15 mars 2024          |
| 11 | Au combat                                 | 戦へ           | Sen e                    | 22 mars 2024          |
| 12 | Vers un périple à trois                   | 三人の旅へ     | San'nin no tabi e        | 29 mars 2024          |

### Annotations
1. ↑  Les titres français de l'adaptation en anime proviennent de Crunchyroll.

### Œuvres
Édition japonaise
Light novel
1. 1 2 3  (ja) « 最弱テイマーはゴミ拾いの旅を始めました。14 », sur TO Books (consulté le 18 juin 2025)
2. 1 2  (ja) « 最弱テイマーはゴミ拾いの旅を始めました。 », sur TO Books (consulté le 31 décembre 2023)
3. 1 2  (ja) « 最弱テイマーはゴミ拾いの旅を始めました。2 », sur TO Books (consulté le 31 décembre 2023)
4. 1 2  (ja) « 最弱テイマーはゴミ拾いの旅を始めました。3 », sur TO Books (consulté le 31 décembre 2023)
5. 1 2  (ja) « 最弱テイマーはゴミ拾いの旅を始めました。4 », sur TO Books (consulté le 31 décembre 2023)
6. 1 2  (ja) « 最弱テイマーはゴミ拾いの旅を始めました。5 », sur TO Books (consulté le 31 décembre 2023)
7. 1 2  (ja) « 最弱テイマーはゴミ拾いの旅を始めました。6 », sur TO Books (consulté le 31 décembre 2023)
8. 1 2  (ja) « 最弱テイマーはゴミ拾いの旅を始めました。7 », sur TO Books (consulté le 31 décembre 2023)
9. 1 2  (ja) « 最弱テイマーはゴミ拾いの旅を始めました。8 », sur TO Books (consulté le 31 décembre 2023)
10. 1 2  (ja) « 最弱テイマーはゴミ拾いの旅を始めました。9 », sur TO Books (consulté le 31 décembre 2023)
11. 1 2  (ja) « 最弱テイマーはゴミ拾いの旅を始めました。10 », sur TO Books (consulté le 31 décembre 2023)
12. 1 2 3 4 5 6  (ja) « 最弱テイマーはゴミ拾いの旅を始めました。11 », sur TO Books (consulté le 31 décembre 2023)
13. 1 2  (ja) « 最弱テイマーはゴミ拾いの旅を始めました。12 », sur TO Books (consulté le 22 août 2024)
14. 1 2  (ja) « 最弱テイマーはゴミ拾いの旅を始めました。13 », sur TO Books (consulté le 12 février 2025)

Manga
1. 1 2 3  (ja) « 最弱テイマーはゴミ拾いの旅を始めました。＠COMIC 第1巻 », sur TO Books (consulté le 31 décembre 2023)
2. 1 2  (ja) « 最弱テイマーはゴミ拾いの旅を始めました。＠COMIC 第2巻 », sur TO Books (consulté le 31 décembre 2023)
3. 1 2  (ja) « 最弱テイマーはゴミ拾いの旅を始めました。＠COMIC 第3巻 », sur TO Books (consulté le 31 décembre 2023)
4. 1 2  (ja) « 最弱テイマーはゴミ拾いの旅を始めました。＠COMIC 第4巻 », sur TO Books (consulté le 31 décembre 2023)
5. 1 2  (ja) « 最弱テイマーはゴミ拾いの旅を始めました。＠COMIC 第5巻 », sur TO Books (consulté le 31 décembre 2023)
6. 1 2  (ja) « 最弱テイマーはゴミ拾いの旅を始めました。＠COMIC 第6巻 », sur TO Books (consulté le 31 décembre 2023)
7. 1 2  (ja) « 最弱テイマーはゴミ拾いの旅を始めました。＠COMIC 第7巻 », sur TO Books (consulté le 2 avril 2025)

Édition française
Manga
1. 1 2  « Dresseuse sans étoiles parcourt le monde (la) Vol.1 », sur manga-news (consulté le 31 décembre 2023)
2. 1 2  « Dresseuse sans étoiles parcourt le monde (la) Vol.2 », sur manga-news (consulté le 31 décembre 2023)
3. 1 2  « Dresseuse sans étoiles parcourt le monde (la) Vol.3 », sur manga-news (consulté le 31 décembre 2023)
4. 1 2  « Dresseuse sans étoiles parcourt le monde (la) Vol.4 », sur manga-news (consulté le 5 mai 2024)
5. 1 2  « Dresseuse sans étoiles parcourt le monde (la) Vol.5 », sur manga-news (consulté le 6 juillet 2024)